# Château de Kergournadech
Le château de Kergournadech (ou Kergournadec'h, Kergournadeac'h, Kergounadeach) est un château du début du XVIIe siècle situé sur la commune de Cléder dans le Finistère, en France.
Il n'en reste que des ruines, et notamment les tours rondes et les mâchicoulis de style médiéval qui se mélangent aux cheminées de style renaissance.

## Historique

### Légende des origines
Selon Albert Le Grand et Marc de Vulson de La Colombière, un jeune guerrier de Cléder, nommé Nuz, aurait aidé Paul Aurélien à délivrer l'Île-de-Batz du dragon qui dévastait cette île ; en récompense, il aurait reçu du comte de Guyture qui administrait la contrée une terre appelée, en mémoire de son courage, Ker-gour-na-dec'h en breton (« la maison de l'homme qui ne fuit pas »), avec privilège pour les possesseurs successifs de cette terre de se présenter à l'offrande, armés de pied en cap, le jour de la dédicace en l'église de Léon, et d'occuper dans le chœur la stalle de l'évêque. Un tableau en bois représentant ce combat mémorable contre le dragon était, selon Félix Benoist, conservé au château de Kermenguy. Pour cette raison, sous l'Ancien Régime, le seigneur de Kergournadech avait le privilège, le dimanche après les octaves de saint Pierre et de saint Pol, de se présenter à l'offrande, « l'épée au côté, en bottes et éperons dorés ».
Depuis ce jour, seuls les seigneurs de Kergournadech avaient le droit de pénétrer dans le chœur de la cathédrale du Léon. Cette tradition fut conservée jusqu'en 1644.

### La famille de Kergournadech
La famille de Kergournadech est une des plus importantes du Léon au Moyen-âge, après les vicomtes et avec les Du Chatel, Kermarvan, du Penhoët.Témoigne de cette ancienneté un proverbe disant qu'« avant qu'il y eût monsieur ou seigneur en aucune maison, il y avait un chevalier à Kergournadech ».
Le premier membre connu de cette famille est Nuz qui épousa Alix de Léon. Ils eurent deux fils, Salomon, qui décéda sans héritier, et Olivier, époux d'Eléonore de Dinan. Ils sont attestés à la fin du XIIIe siècle. Leurs armes sont échiqueté d'or et de gueules.
Sur la base de l'ancienne maîtresse-vitre de l'église de Cléder, Marc Faujour a étudié la généalogie des Kergournadech et de leurs alliances.
Le fils d'Olivier, Guyomar participa à la guerre de Succession de Bretagne opposant Jean de Montfort à Charles de Blois, pendant laquelle il fut fait prisonnier ; il déclara alors « qu'il aimait mieux mourir que vendre un petit coin de sa terre pour payer sa rançon » tant il aimait son château.

### Les propriétaires du château après les Kergournadech
Vers 1504, le domaine tombe en quenouille en raison du mariage de Jeanne de Kergournadech avec Alain de Kerhoënt (Kerc'hoent). Leur fils Olivier de Kerhoënt, marié en 1559 avec Marie de Plœuc (décédée en 1573), est connu pour avoir possédé un livre rare : Coutumes de Bretagne, conservé à la British Library. Leur fils François de Kerhoënt épousa Jeanne de Botigneau dont il n'eut que deux filles et l'une d'elles, Renée de Kerhoënt, se maria le 1er mai 1616 avec Sébastien II de Rosmadec, gouverneur de Quimper.
En raison du décès sans héritiers de Sébastien III de Rosmadec en 1700, le château de Kergournadech fut vendu en 1726 à Mathieu Pinsonneau, maréchal héréditaire du Laonnois. C'est à son épouse Pétronille Tribouleau de Bondi, et à sa fille, Pétronille-Françoise de Pinsonneau, qui épousa en 1714 Julien Louis Bidé de La Granville, intendant des Flandres, que l'on attribue la ruine du château.
En 1878, le château alors ruiné est possédé par la famille Budes de Guébriant et servit de carrière, une partie des pierres fut utilisée pour la construction des églises de Plounévez-Lochrist et Plouider.

## Le château
Le site du château de Kergournadec'h a été occupé à une période ancienne, puisqu'un tertre funéraire y a été découvert en 1638,.
Construit vers 1630 par Sébastien II de Rosmadec, l'actuel château de Kergournadech le fut sur le plan des anciens châteaux forts, mais sans remparts ni douves (on y entrait par une simple poterne) : un bâtiment carré flanqué aux angles de quatre grosses tours rondes, avec galerie de mâchicoulis. La base de la tour de droite, celle du sud, est armée d'un éperon massif. C'était une résidence splendide dont les tours étaient terminées en coupoles surmontées d'une lanterne à colonnes ; les girouettes figuraient des chevaliers, la lance au poing. Dans l'enceinte du château se trouvait un vaste corps de logis avec ses portes et ses fenêtres gothiques. Le style Renaissance n'est rappelé que par l'ornementation des cheminées.
D'après Masseron , Marc de Vulson de La Colombière, qui y séjourna, écrivit que c'est « l'une des plus belles et régulières maisons qui se puisse voir en France en raison de son architecture ». Mais Masseron ajoute qu' « il fallait être un gentilhomme breton perdu dans ses landes pour avoir l'idée de se construire ainsi une demeure fortifiée aux dernières années du règne de Louis XIII ».
Marc de Vulson de La Colombière publie deux gravures de Jean Picart, dont l'une datée de 1632, et un plan du château.

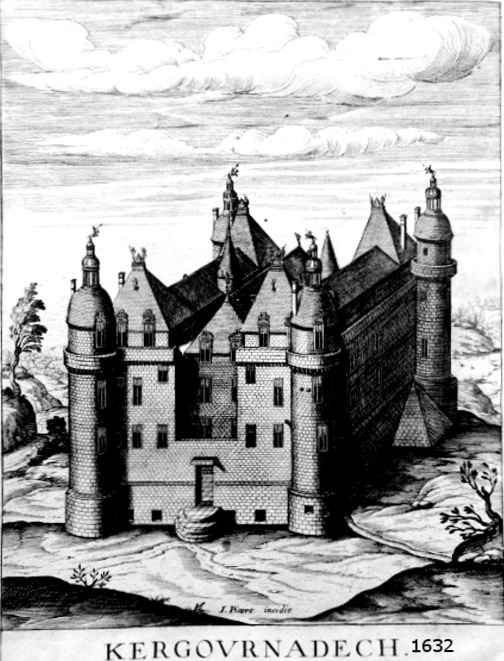
Le château de Kergourdanech (gravure de Jean Picart datée de 1632, dans la Science héroïque de Marc de Vulson de La Colombière)
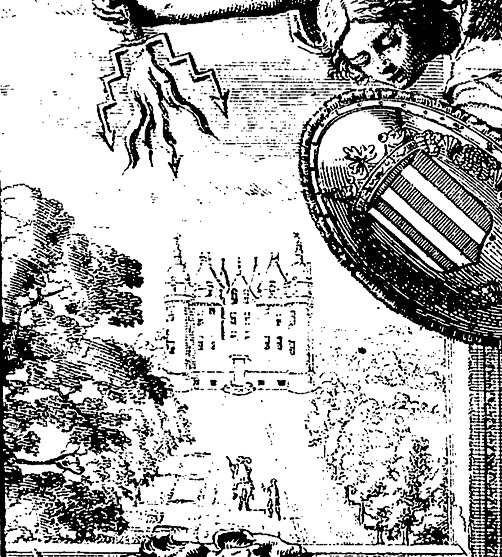
Le château de Kergournadech, en arrière-plan du portrait de Sébastien de Rosmadec, in La Science héroïque de Marc de Vulson de La Colombière.
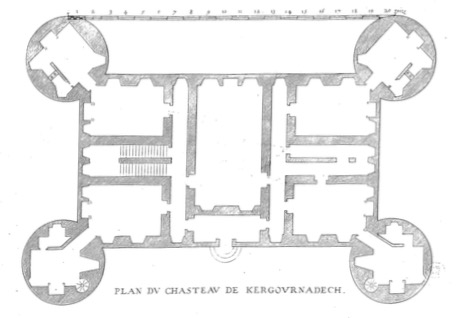
Plan du château de Kergournadech in Marc de Vulson de La Colombière, La science héroïque (1644)

Plus tard (1825), Miorcec de Kerdanet décrira ainsi ces gravures : « On y voit que le château en 1644, était construit en belles pierres de taille, flanqué de quatre grosses tours , avec mâchicoulis , guérites et meurtrières. Dans l'enceinte du château , régnait un vaste corps-de-logis avec ses portes et ses fenêtres gothiques. Derrière le château, on remarquait un bel étang entouré de quelques bois, et plus loin, une chapelle groupée sur une petite éminence. »
Cependant, ce « goût archaïsant pour les tours » ne doit pas cacher que Kergournadech est une « étonnante réalisation » marquant une « recherche architecturale » qui est d'ordre renaissant : « La ruine de Kergournadech — depuis sa destruction volontaire au XVIIIe siècle — a beaucoup trompé ceux qui l'ont décrite. Ils étaient frappés de l'apparence archaïque des grosses tours et de leurs "mâchicoulis", mais le plan que montre bien l'intérieur de la ruine est un plan de la Renaissance basé sur deux escaliers d'apparat qui occupent le milieu de l'espace intérieur: disposition très proche du château de Challuau en Seine-et-Marne, connu par le second livre (1579) des Plus excellents bâtiments de France de Jacques Ier Androuet du Cerceau. Le château de Chambord, dans son premier état, est lui aussi basé sur un plan carré flanqué de quatre tours et articulé autour d'un escalier central.
En raison du décès sans héritiers de Sébastien III de Rosmadec en 1700, le château de Kergournadech fut vendu en 1720 à Mathieu Pinsonneau, maréchal héréditaire du Laonnois, pour la somme de 502 000 livres. Les archives du château de Kérouzéré conservent une copie de l'acte de vente avec une description de la seigneurie et du château, publiée par Marc Faujour.
C'est à l'épouse de Mathieu Pinsonneau, Pétronille Tribouleau de Bondi, et à sa fille, Pétronille-Françoise de Pinsonneau, qui épousa en 1714 Julien-Louis Bidé de la Grandville, intendant des Flandres, que l'on attribue la ruine du château. Les pierres sont vendues (le château devint une carrière à ciel ouvert). Un grand pavillon datant du XVIIIe siècle est construit à proximité des ruines.
En 1878, le château alors ruiné est possédé par la famille Budes de Guébriant et continua à servir de carrière, une partie des pierres fut utilisée pour la construction des églises de Plounévez-Lochrist et Plouider.

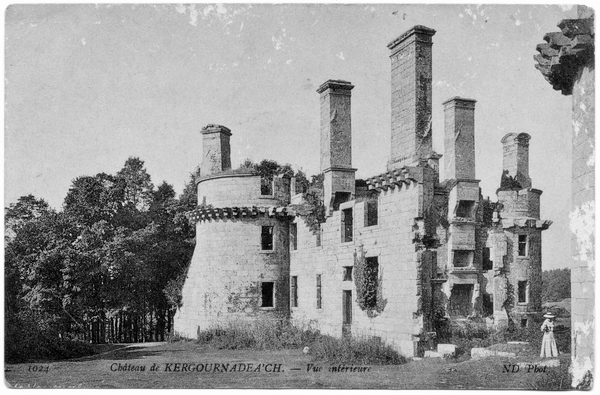
Le château de Kergourdanech (vers 1900).
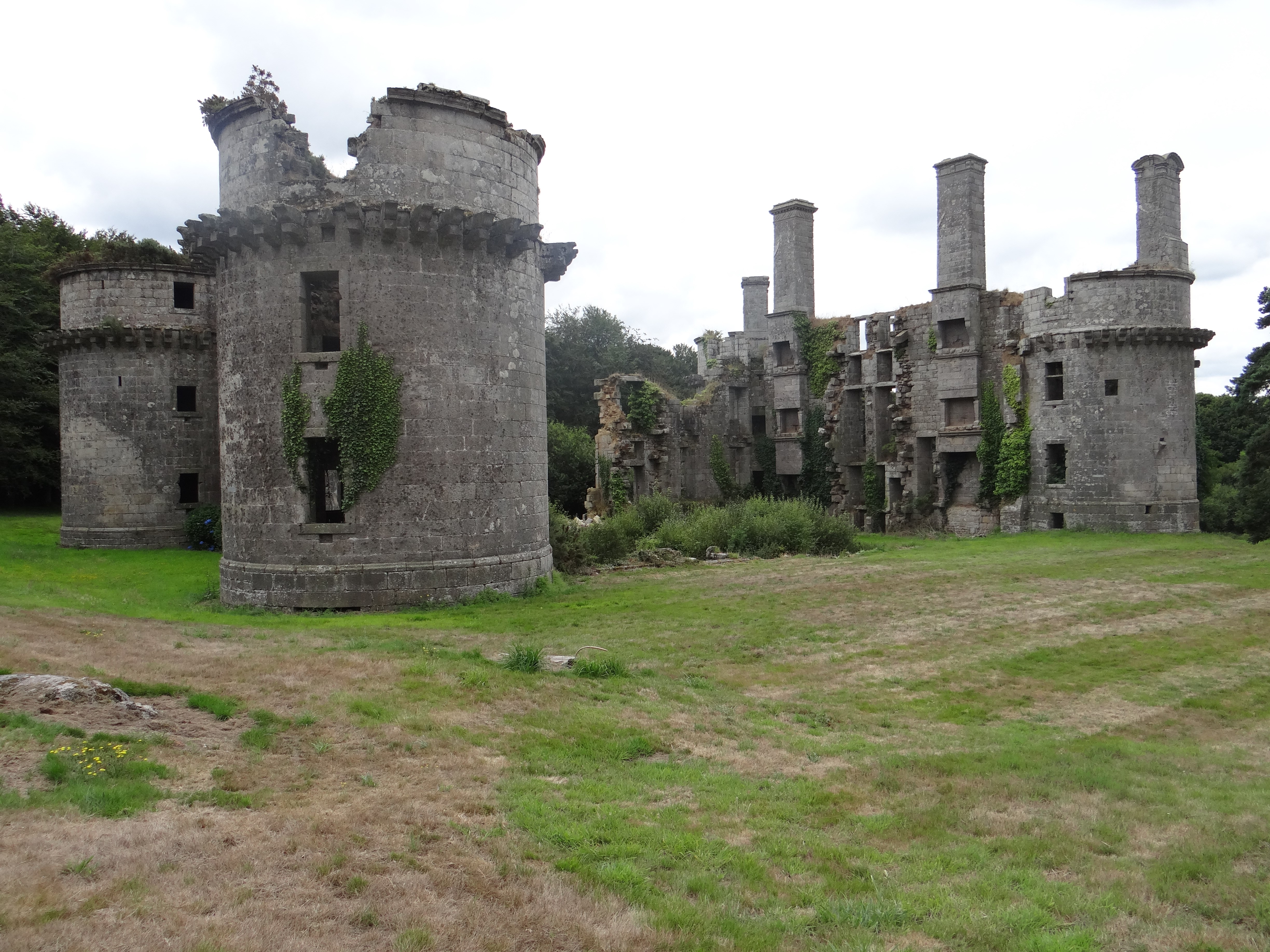
Le château de Kergournadech aujourd'hui.
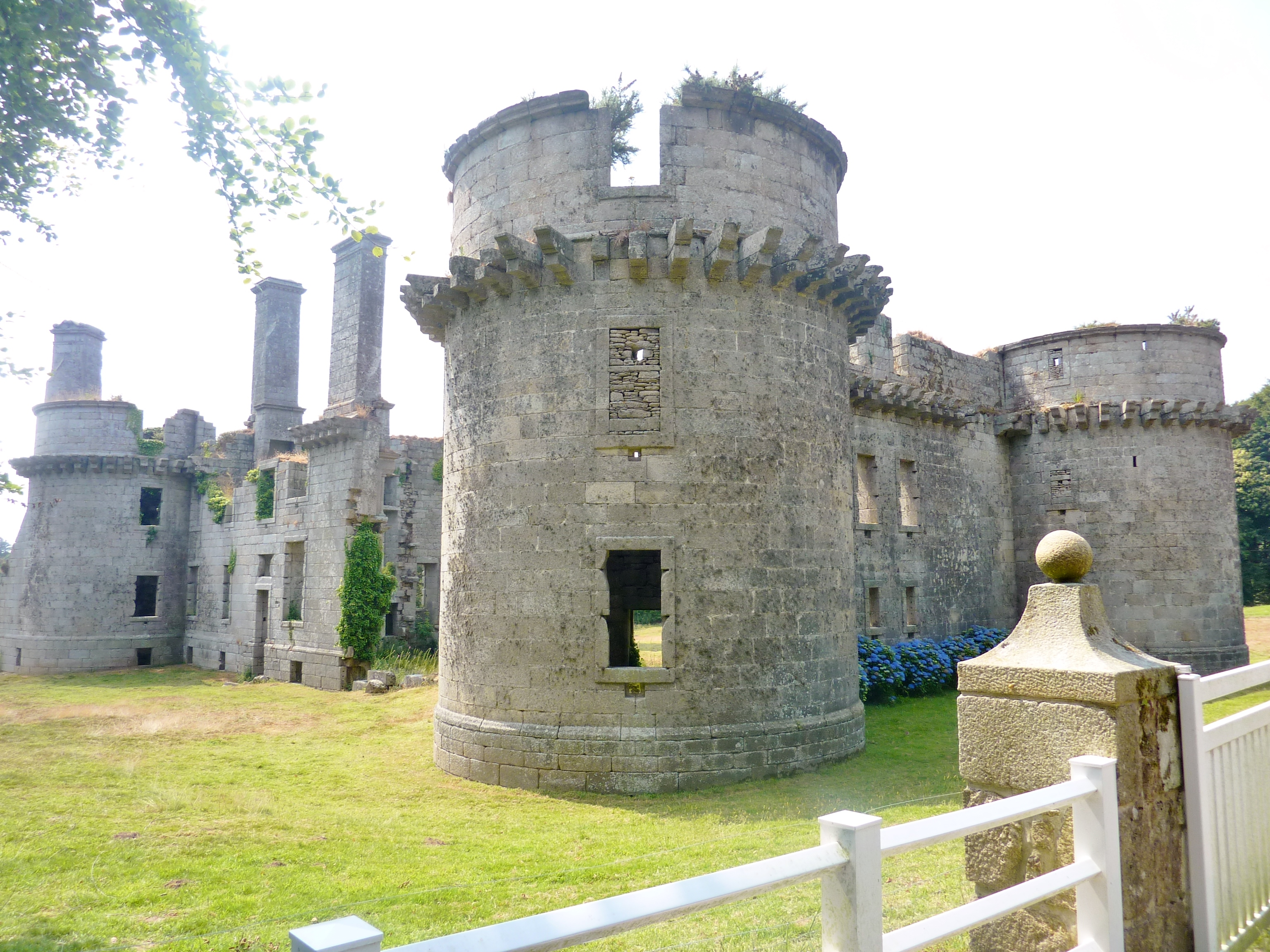
Le château de Kergournadech : vue d'ensemble.
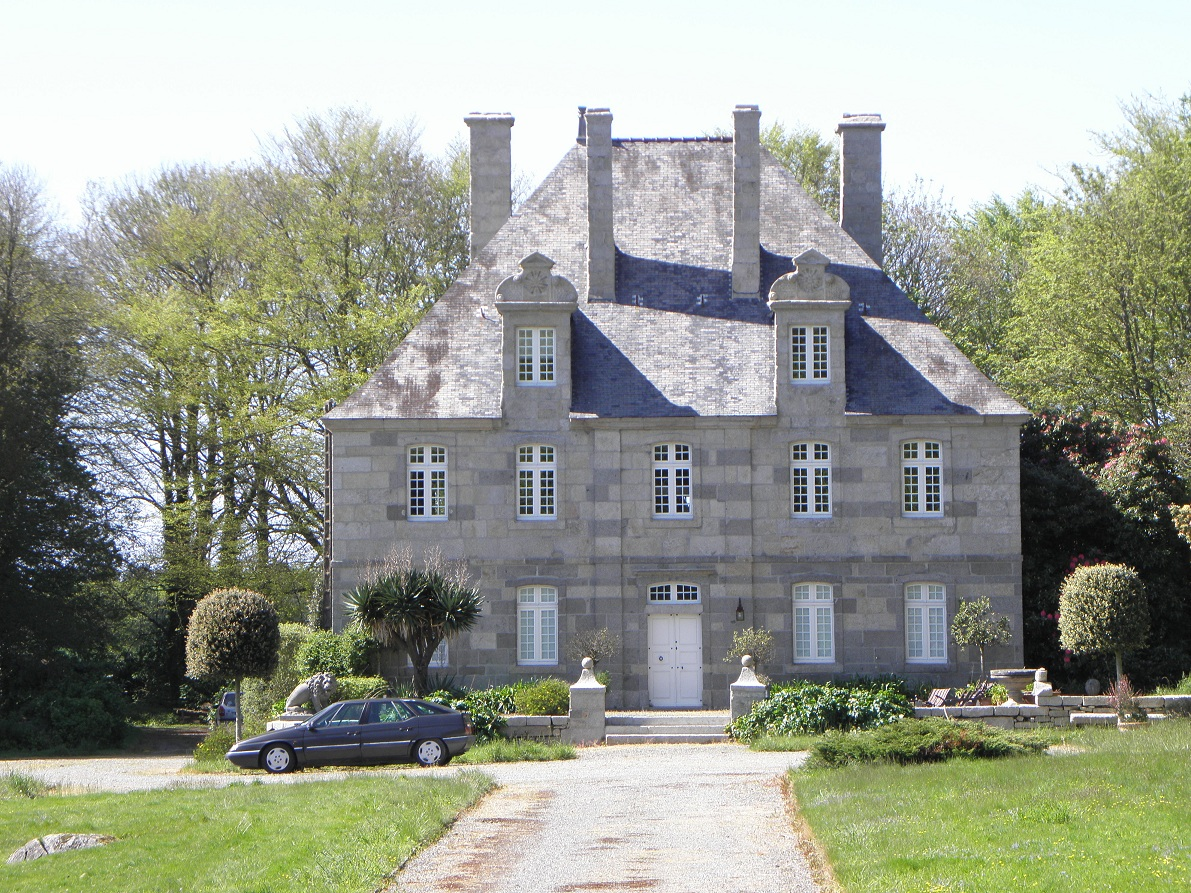
Le pavillon du château de Kergournadech.
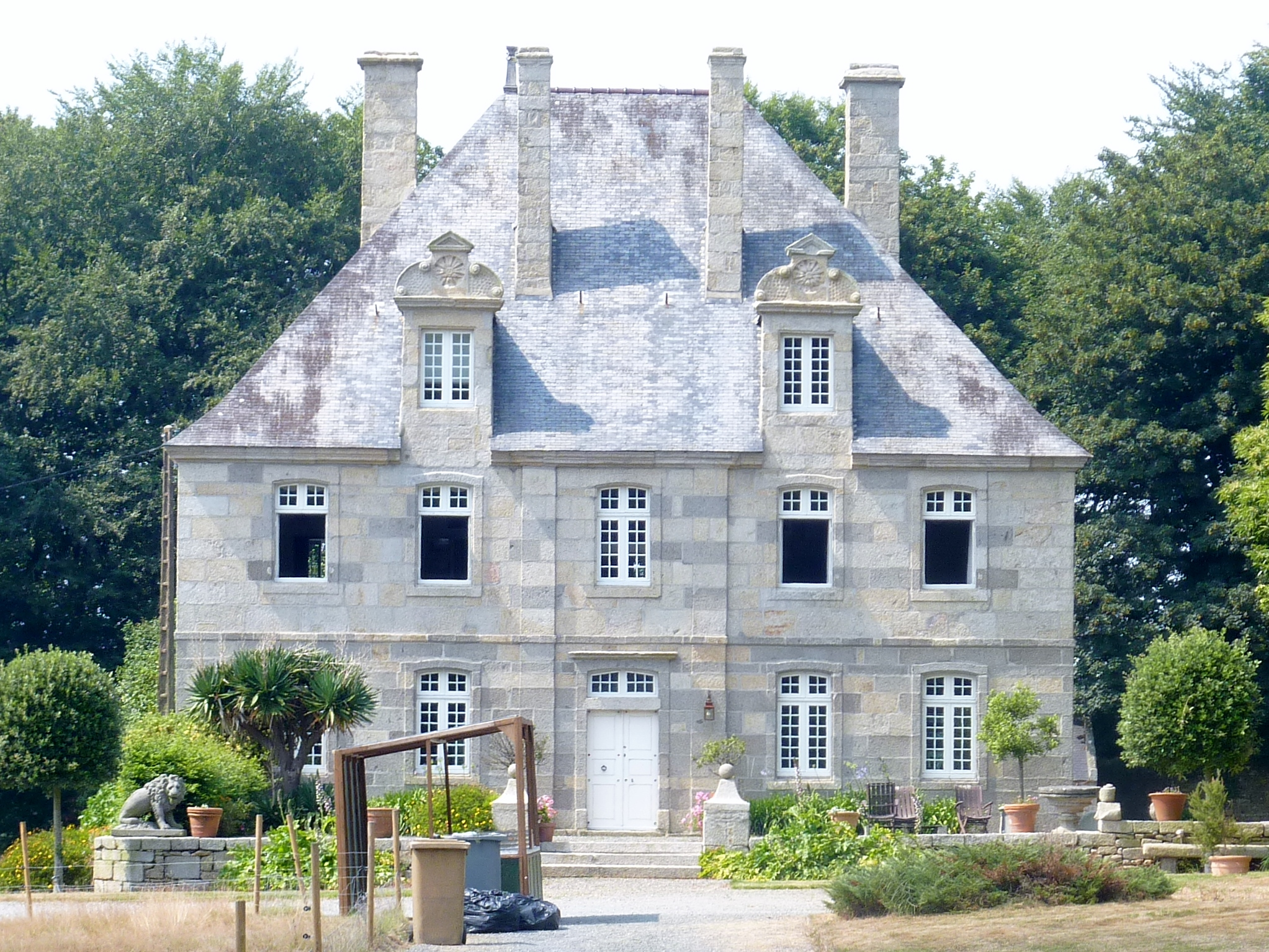
Le pavillon du château de Kergournadech.
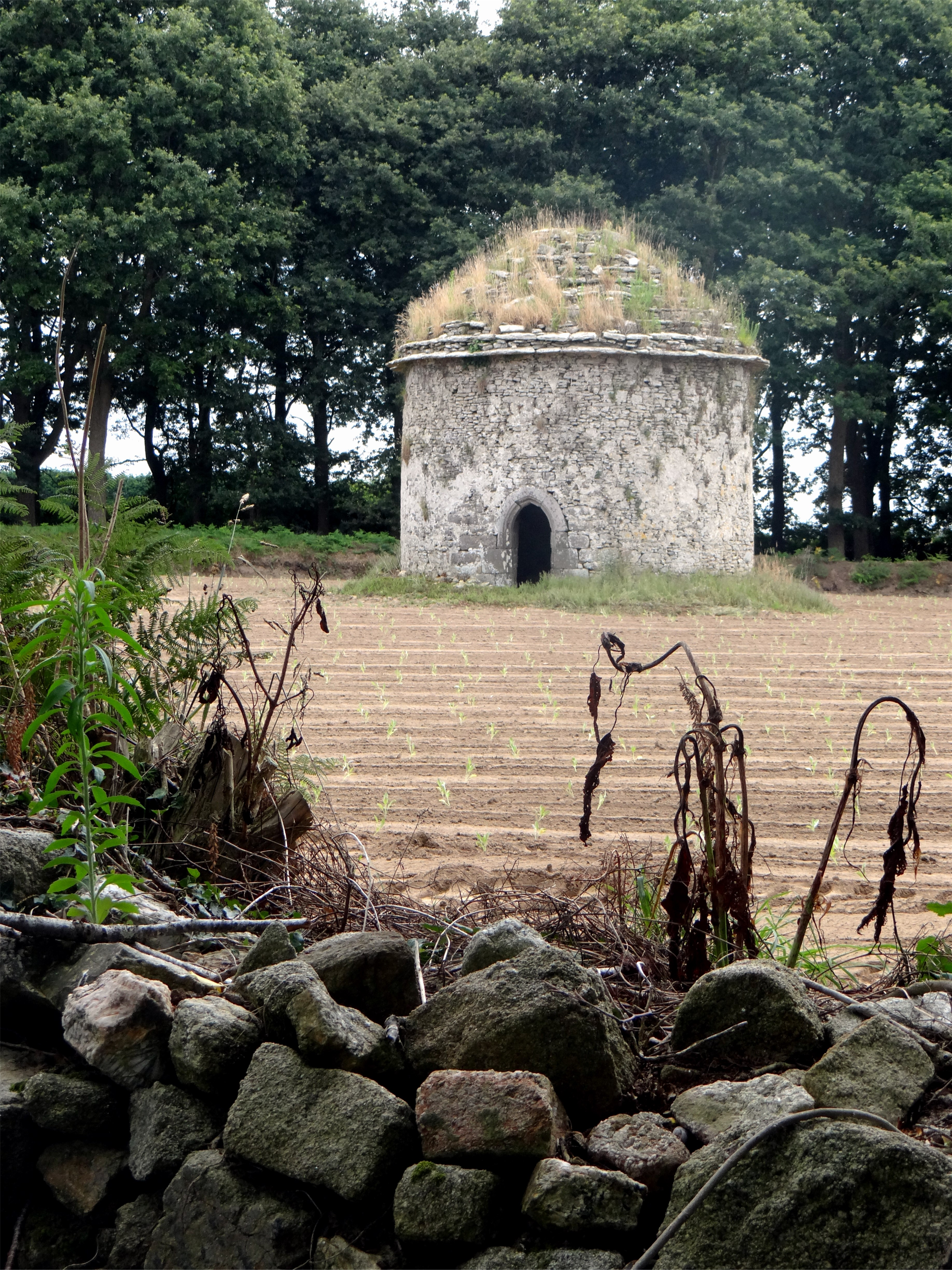
Colombier du château.

Le Château de Kergounadech est inscrit aux monuments historiques par arrêté du 19 juin 1926.